# Dan Gore
Daniel Lewis Gore (Manchester, 26 de setembro de 2004) é um futebolista inglês que atua como meio-campista. Atualmente, atua pelo Rotherham United, emprestado pelo Manchester United.

## Carreira no clube
Gore ingressou na academia do Manchester United em 2018, depois de ter estado no Burnley, onde estava desde os oito anos de idade. Ele fez parte da equipe do 2022 do Manchester United que venceu a FA Youth Cup. Ele foi votado como o Jogador do Ano da equipe de reservas do Manchester United na temporada 2022–23. Ele foi relatado como tendo tido um confronto com Anthony Martial depois de fazer uma entrada excessivamente exuberante durante o treino.
Em agosto de 2023, além de jogar pela equipe no EFL Trophy, ele foi incluído na equipe principal do Manchester United e, em 26 de agosto, foi nomeado pela primeira vez como suplente na partida da Premier League contra o Nottingham Forest. No mês seguinte, ele foi nomeado como parte do elenco no jogo da UEFA Champions League contra o Bayern de Munique. Em 26 de setembro, ele fez sua estreia como titular pelo Manchester United contra o Crystal Palace na EFL Cup. Ele fez sua estreia na Premier League em 26 de dezembro de 2023, quando entrou como substituto no minuto 94 por Christian Eriksen em casa contra o Aston Villa.
Em 23 de janeiro de 2024, ele ingressou no clube da EFL League One, o Port Vale, por empréstimo de seis meses. David Flitcroft, o diretor de futebol do clube, afirmou que Gore havia sido procurado por clubes de níveis mais altos, mas que o United "nos escolheu com base em como jogamos e como apoiamos jovens jogadores". Ele sofreu uma lesão nos quádriceps em sua estreia no Vale Park, uma derrota por 1–0 para o Portsmouth em 27 de janeiro.
Em 17 de julho de 2025, o Manchester United anunciou que Gore foi cedido, por empréstimo, ao Rotherham United.

## Carreira internacional
Gore representou a Inglaterra sub-18. Em outubro de 2023, foi convocado para a seleção Sub-20 da Inglaterra para partidas contra Portugal Sub-20 e Romênia Sub-20. Ele fez sua estreia nos Sub-20 em 12 de outubro de 2023, durante uma derrota fora de casa por 2 a 0 para a Romênia.